# متلازمة البطن البرقوقية
مُتَلاَزِمَةُ البَطْنِ البَرْقوقِيَّة أو متلازمة البطن الاجاصي (بالإنجليزية: Prune Belly Syndrome)‏ هي متلازمة وراثية خلقية تعرف أيضا بمتلازمة قصور في تصنيع جدار البطن العضلي.

## العوارض
تتميز بمجموعة من الشذوذات الولادية آهمها: نقص في تطور العضلات البطنية مما يسبب تغضن البطن كالبرقوق، والخصية الهاجرة، ومشاكل في الجهاز البولي.أسباب المتلازمة غير معروفة. ويشكل الأولاد أكثر من 95% من الحالات وقد تطور الحامل درجة من قلة السائل السلوي، والذي يسبب مشاكل رئوية للوليد.ويكون بطن الوليد متغضناً، لأن بطن الجنين قد انتفخ بالسائل في داخل الرحم، ثم فقد السائل بعد الولادة، تاركا جلد زائد. ويلاحظ غياب عضلات البطن. ويولد الأطفال إما ميتين، أو يموتون بعد أسابيع بتأثير التهابات رئوية، أو كلوية، أو مزيج من المشاكل الولادية. أهم الأعراض هي الجلد المتغضن والخصية الهاجرة وشذوذ في الأطراف(حنف القدم)، وقد توجد شذوذات أخرى مثل؛ رئة غير متطورة، مشاكل في القلب، ومشاكل في المعدة والأمعاء، وشذوذات في الجهاز الهيكلي والعضلي. ويمكن تشخيص الحالة بواسطة الموجات فوق الصوتية في داخل الرحم وكذلك بالأشعة السينية وفحوصات الدم. يعالج برتق الخلل في الخصية، ولا يزيد توقع الحياة عن سنتين. اصابة الجهاز البولي بشكل خاص و 97% تصيب الذكور و يكون جدار البطن الامامي رقيق ومتجعد بسبب غياب العضلات وهي نادرة جدا 1-400000 :
- عدم هبوط الخصيتين
- حالب عرطل
- مثانة متوسعة
- قلس بولي مثاني حالبي
- انتانات بولية متكررة

## العلاج
العلاج يعتمد على شدة المرض فمن علاج للانتانات البولية إلى الجراحة